# Алімабад
Алімабад (перс. عليماباد) — село в Ірані, у дегестані Шамсабад, у Центральному бахші, шахрестані Ерак остану Марказі. За даними перепису 2006 року, його населення становило 351 особу, що проживали у складі 101 сім'ї.

## Клімат
Середня річна температура становить 10,57 °C, середня максимальна – 29,28 °C, а середня мінімальна – -11,40 °C. Середня річна кількість опадів – 249 мм.
| Клімат поселення                              | Клімат поселення | Клімат поселення | Клімат поселення | Клімат поселення | Клімат поселення | Клімат поселення | Клімат поселення | Клімат поселення | Клімат поселення | Клімат поселення | Клімат поселення | Клімат поселення | Клімат поселення |
| Показник                                      | Січ.             | Лют.             | Бер.             | Квіт.            | Трав.            | Черв.            | Лип.             | Серп.            | Вер.             | Жовт.            | Лист.            | Груд.            |                  |
| Середній максимум, °C                         | 4,99             | 6,90             | 10,85            | 17,46            | 22,85            | 27,91            | 29,28            | 28,98            | 24,39            | 18,30            | 11,69            | 6,25             |                  |
| Середня температура, °C                       | −3,21            | −1,3             | 2,68             | 9,27             | 14,65            | 19,72            | 23,63            | 23,33            | 18,74            | 12,66            | 6,04             | 0,60             |                  |
| Середній мінімум, °C                          | −11,4            | −9,48            | −5,52            | 1,07             | 6,46             | 11,53            | 17,99            | 17,69            | 13,08            | 7,01             | 0,41             | −5,05            |                  |
| Норма опадів, мм                              | 38               | 37               | 46               | 33               | 25               | 4                | 1                | 1                | 0                | 7                | 23               | 34               |                  |
| Середньомісячна швидкість вітру, м/с          | 1.21             | 1.99             | 2.62             | 2.77             | 2.44             | 2.27             | 2.17             | 2.06             | 2.06             | 2.04             | 1.86             | 1.30             |                  |
| Середньомісячна сонячна радіація, кДж/м²·день | 9660             | 12788            | 15372            | 18589            | 22557            | 26937            | 25886            | 24365            | 21503            | 16038            | 11313            | 9298             |                  |
| --------------------------------------------- | ---------------- | ---------------- | ---------------- | ---------------- | ---------------- | ---------------- | ---------------- | ---------------- | ---------------- | ---------------- | ---------------- | ---------------- | ---------------- |
| Джерело:                                      |                  |                  |                  |                  |                  |                  |                  |                  |                  |                  |                  |                  |                  |